# Iglesia de San Rafael Arcángel (San Rafael, Antioquia)
La Iglesia de San Rafael Arcángel es un templo colombiano de culto católico bajo la advocación del Arcángel Rafael y está ubicada en el municipio de San Rafael, perteneciente a la jurisdicción eclesiástica de la Diócesis de Sonsón-Rionegro.
Los hermanos Jesús y Agustín Mira, junto a Juan Mazo, construyeron de 1864 a 1866 una pequeña capilla de paja y bahareque en El Sueldo (nombre que la población recibía hasta 1872); debido a la lejanía de esta con las iglesias vecinas, fue erigida en parroquia por Mons. Herrera Restrepo (Obispo de Medellín), con José de Jesús Correa como su párroco; como este último consideraba que la capilla y la población se encontraban localizadas en un sitio muy apartado y estrecho, convenció a los pobladores de trasladarse a orillas del río, y fue allí donde inició la construcción de una nueva iglesia, en agosto de 1904, con planos diseñados por el arquitecto Emigdio Rincón; sin embargo, la culminación de la obra fue llevada a cabo por los sucesores de Correa.
De tres naves y una torre, se encuentran en su interior, además del altar principal , un altar dedicado al Arcángel Rafael y otro a la Virgen del Carmen.
Frente a la iglesia, se encuentra el parque principal de la población, al interior del cual hay un busto del padre Correa.